# Bašino Selo
Bašino Selo (mazedonisch Башино Село) ist ein Dorf im zentralen Teil Nordmazedoniens, das zur Gemeinde Veles gehört. Die nächstgelegene Stadt ist Veles.

## Geographie
Bašino Selo befindet sich rund 3 Kilometer nördlich der Gemeindehauptstadt Veles. Das Dorf befindet sich zwischen der Autobahn A1 und dem Lauf des Flusses Vardar. Im Norden liegen Novačani und Otovica, im Osten Čaloševo und im Süden Veles. Im Westen liegen die Dörfer Raštani, Buzalkovo und Beleštevica.

## Geschichte

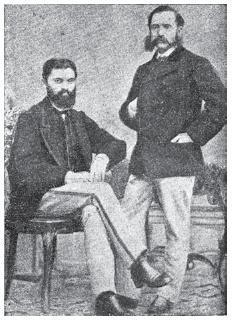
Die in Bašino Selo geborenen Diplomaten und Slawisten Andrej und Konstantin Petkowitsch

Bašino Selo wurde Ende des 18. Jahrhunderts gegründet. Um die Gründung von Bašino Selo ranken sich zwei Legenden. Einer Legende nach hatte die Tochter eines Paschas an diesem Ort ein Çiflik (Grundstück), auf dem sie einen landwirtschaftlichen Betrieb errichtete und zehn Familien aus dem Skopska-Crna-Gora-Gebirge bei Skopje ansiedelte. Als Dankbarkeit errichtete die Tochter des Paschas das orthodoxe Kloster „Sveti Jovan“ bei Vetersko.
Nach einer anderen Überlieferung war Bašino Selo Eigentum eines Paschas, der hier eine Mühle und dreißig christliche Häuser hatte. Deren Aufgabe war es, die Lücke für die Mühle zu halten, für die sie keine Steuern zahlten. Aufzeichnungen über Bašino Selo finden sich Mitte des 19. Jahrhunderts bei dem in Veles geborenen Aufklärer Jordan Chadschikonstantinow-Dschinot. In einem am 7. März 1859 veröffentlichten Artikel im Zarigradski westnik schrieb er, dass Bašino Selo 200 Haushalte und eine Kirche aus dem Jahr 1840 besitze, die dem heiligen Nikolaus geweiht ist. Zudem existierte eine bulgarische Schule im Dorf. Des Weiteren schrieb Chadschikonstantinow, dass aus diesem Dorf der erste bulgarische Philologe, Publizist und Diplomat Konstantin Petkowitsch stammt, welcher unter anderem als russischer Konsul in Dubrovnik tätig war.
Der tschechische Journalist und Schriftsteller Vladimír Sís (1889–1957) schrieb in seinem im Jahre 1914 veröffentlichten und 1918 ins Deutsche übersetzte Buch über Mazedonien, dass Bašino Selo in der ersten Hälfte des 19. Jahrhunderts eine bulgarische Schule und im Jahre 1850 auch eine Mädchenschule hatte. Aus der Zeit stammt auch ein Stempel mit der altkyrillischen Inschrift „Печ(ат) Башовскот(о) Бѫлгарск(о) ꙋчилищ(е)“. Der Stempel und weitere Dokumente waren im Besitz des Archivs von Alexander Exarch.
Am 10. Mai 1848 schrieben die Einwohner von Bašino Selo einen Antrag auf finanzielle Unterstützung für ihre bulgarische Schule an Alexander Exarch. Dieser gewährte die Hilfe, weshalb sich Vertreter des Dorfes am 5. Juni 1850 in einem Brief für die finanzielle Hilfe von 800 Groschen für die Mädchenschule bedankten. Darin heißt es:

„...Благонадеяни сме занапред да получаваме вашата богата помощ, с която улесняющеся да следуваме по горящему богодухновенному желанию вашему с преосвещение простейшаго рода нашего и ту в Западной Булгарии...“

„...Wir sind gesegnet, Ihre Hilfe erhalten zu haben, die es uns erleichtert, mit Ihrem brennenden göttlichen Willen nach der Bildung unseren einfachen Volkes auch hier in Westbulgarien zu folgen...“

Ein großer Teil ihrer Einwohner ist nach Kumanovo gezogen, als diese Stadt nach der Fusion der Eisenbahnlinie Morava und Vardar im Jahr 1888 zu einem bedeutenden zentralen Ort wurde. Neben Kumanovo zogen auch die Einwohner von Bašino Selo entlang der Eisenbahnlinie Morava Richtung Norden nach Bujanovac, Ristovac, Gjilan, wo sie als erfolgreiche Kaufleute und Gastronomen arbeiteten.
In der französischsprachigen Statistik Ethnographie des Vilayets d’Andrinople, de Monastir et de Salonique zählte im Jahr 1873 Bašino Selo 70 Haushalte mit 338 Bulgaren auf. Am 9. Februar 1879 griffen türkische Flüchtlinge (Muhacir) die Kirche von „Sveti Spas“ in Veles und später die Kirche in Bašino Selo an.
Laut der Statistik des Ethnographen Wassil Kantschow zählte Bašino Selo Ende des 19. Jahrhunderts 960 Einwohner, allesamt Bulgaren.
Ende des 19. und Anfang des 20. Jahrhunderts war das Dorf konfessionell geteilt, wobei die Mehrheit der Einwohner unter der Oberhoheit des bulgarischen Exarchen stand und der Rest Anhänger des Serbentums war. 1891 erklärten sich 34 Häuser des Dorfes (von insgesamt 184) für serbisch. Später wurde für die Bedürfnisse der serbischen Bevölkerung im Dorf eine serbische Schule eröffnet, die parallel zur bulgarischen Schule existierte.
Laut dem Metropoliten Polikarp von Debar und Veles existierten 1904 in Bašino Selo 63 serbische Häuser. Nach den Statistiken des Sekretärs des Exarchats Dimitar Mischew (La Macedoine et sa Population Chrétienne) im Jahr 1905 lebten in Bašino Selo 1200 bulgarische Exarchisten und 272 serbophile Patriarchisten, welche eine bulgarische Grundschule im Dorf besaßen.
Im Zuge des Balkankrieges meldeten sich 5 Dorfbewohner freiwillig zur Makedonisch-Adrianopeler Landwehr, einem Freiwilligenverband der bulgarischen Armee.
1927 führte der deutsche Forscher Leonhard Schultze Bašino Selo auf seiner Karte Mazedoniens auf und ordnete es als ein serbisch-christliches Dorf ein.
Laut der Volkszählung von 2002 hatte Bašino Selo 814 Einwohner. Nach der letzten Volkszählung von 2021 hatte Bašino Selo 750 Einwohner zu verzeichnen, davon 731 Mazedonier, 3 Serben, ein Anderer und 15 ohne Angaben zur ethnischen Zugehörigkeit.

## Sehenswürdigkeiten

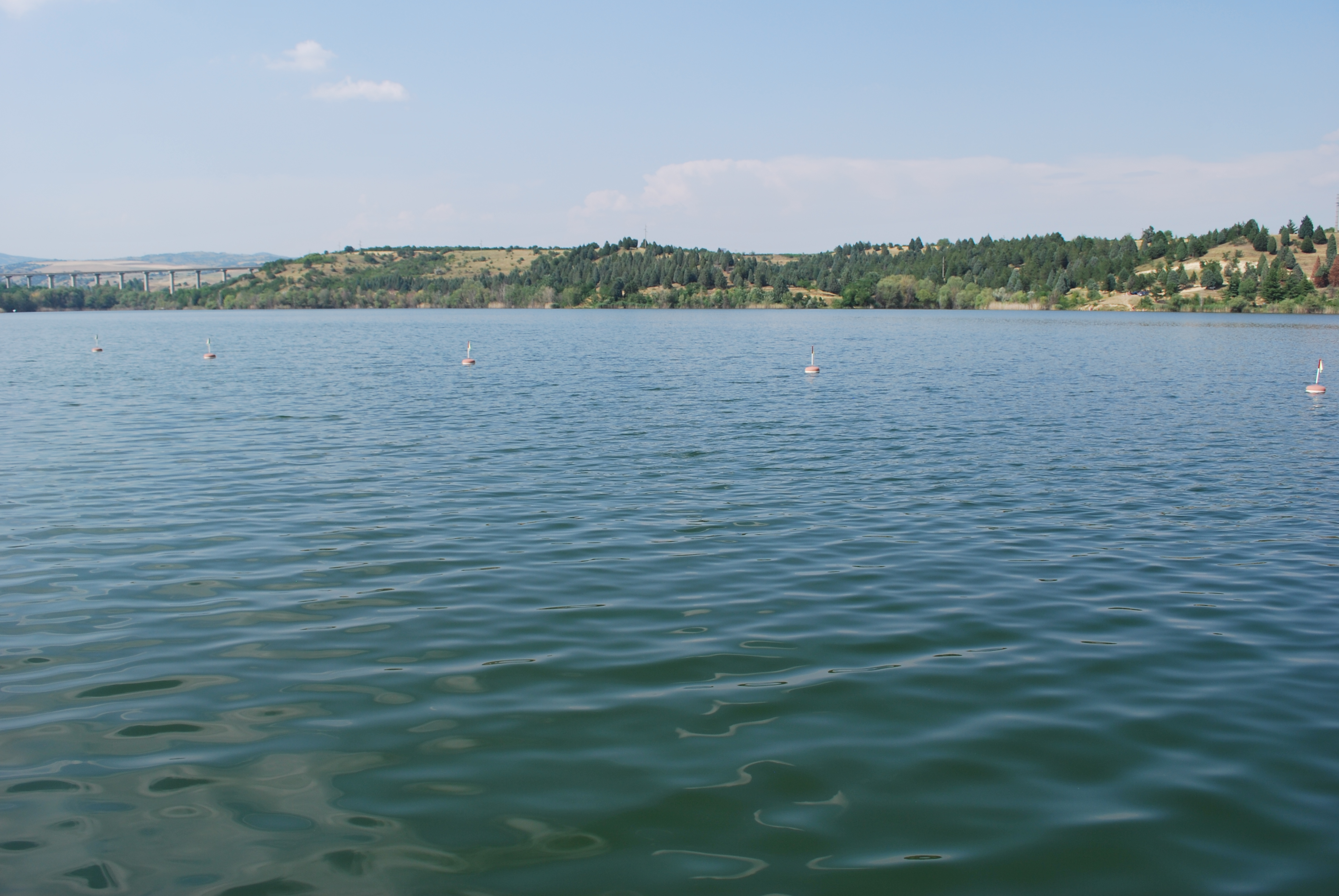
Blick auf den Veles-See

5 Kilometer nördlich des Dorfes befindet sich der Mladost-See (auch Veles-See genannt), an dessen Ufer einige Restaurants und Hotels arbeiten. Der See wurde künstlich erschaffen, um die Weinberge und landwirtschaftlichen Plantagen in der Gegend zu bewässern, die in der Vergangenheit oft unter Dürren litten. Heute ist der Mladost-See ein sehr beliebter Touristenort. Der See wird am häufigsten zum Sportfischen (die vertretenen Fische sind: Karpfen, Welse, Karausche), Ausflüge und Picknicks für Feiertage wie den 1. Mai, den St.-Elias-Tag (Ilinden) und Angeln in den Sommermonaten besucht. Am Ufer des Sees gibt es ein Lager mit Wohnwagen und Zelten, in denen sich die Leute oft im Sommer aufhalten. Rund um den See wurden und werden noch viele Ferienhäuser gebaut. Die umliegenden Hügel sind mit dichtem Kiefernwald bewaldet.
Eine weitere Sehenswürdigkeit ist die im Jahre 1840 erbaute orthodoxe Kirche „Sveti Nikola“ im Dorf.